# Gaza polychoronos
Gaza polychoronos is een slakkensoort uit de familie van de Margaritidae. De wetenschappelijke naam van de soort is voor het eerst geldig gepubliceerd in 2012 door Vilvens.